# پاپایز
پاپایز (به انگلیسی: Popeyes)
زنجیره رستوران‌های فست فود مرغ سوخاری چندملیتی آمریکایی است که در سال ۱۹۷۲ در نیو اورلئان، لوییزیانا بنیانگذاری شده و مقر آن در میامی، فلوریدا است. از سال ۲۰۰۸ برند آن آشپزخانه لوییزیانای پاپایز است. هم‌اکنون شرکت دختر رستورانت برندز اینترنشنال مستقر در تورنتو است.
بنا بر بیانیه مطبوعاتی پاپایز در سال ۲۰۱۷، این شرکت پس از کی اف سی دومین گروه رستورانی مرغ سرویس سریع بزرگ است. ۳٬۱۰۲ رستوران پاپایز در بیش از ۴۰ ایالت آمریکا، ناحیه کلمبیا، پورتوریکو و ۳۰ کشور جهان واقع شده‌اند. ۳۰ موقعیت در مالکیت شرکت و بقیه فرانشایز هستند.